# Anja Sønstevold
Anja Sønstevold (Oslo, Noruega; 21 de junio de 1992) es una futbolista noruega. Juega de defensa y su equipo actual es el Inter de Milán de la Serie A de Italia. Es internacional absoluta por la selección de Noruega desde 2014 hasta 2024.

## Trayectoria
Sønstevold comenzó su carrera en 2009 en la Toppserien de su país, por los clubes Kolbotn Fotball y el LSK Kvinner FK. Disputó más de 200 encuentros en la primera división de Noruega hasta 2019.
En 2020, se incorporó al FC Fleury 91 francés y al año siguiente fichó en el Inter de Milán.

## Selección nacional
Debutó por la selección de Noruega el 14 de enero de 2014 ante España en la Copa de Algarve 2015.

### Participaciones en copas juveniles
| Copa                        | Sede  | Resultado        |
| --------------------------- | ----- | ---------------- |
| Copa Mundial Sub-20 de 2012 | Japón | Cuartos de final |

### Participaciones en copas del mundo
| Copa                 | Sede                    | Resultado        |
| -------------------- | ----------------------- | ---------------- |
| Copa Mundial de 2015 | Canadá                  | Octavos de final |
| Copa Mundial de 2023 | Australia Nueva Zelanda | Por definir      |

### Participaciones en copas continentales
| Copa          | Sede         | Resultado      |
| ------------- | ------------ | -------------- |
| Eurocopa 2017 | Países Bajos | Fase de grupos |
| Eurocopa 2022 | Inglaterra   | Fase de grupos |

## Clubes
| Club            | País    | Año       |
| --------------- | ------- | --------- |
| Kolbotn Fotball | Noruega | 2009-2014 |
| LSK Kvinner FK  | Noruega | 2015-2019 |
| FC Fleury 91    | Francia | 2020-2021 |
| Inter de Milán  | Italia  | 2021-2023 |

## Palmarés

### Títulos nacionales
| Título          | Club           | País    | Año  |
| --------------- | -------------- | ------- | ---- |
| Toppserien      | LSK Kvinner FK | Noruega | 2015 |
| Toppserien      | LSK Kvinner FK | Noruega | 2016 |
| Toppserien      | LSK Kvinner FK | Noruega | 2017 |
| Toppserien      | LSK Kvinner FK | Noruega | 2018 |
| Toppserien      | LSK Kvinner FK | Noruega | 2019 |
| Copa de Noruega | LSK Kvinner FK | Noruega | 2015 |
| Copa de Noruega | LSK Kvinner FK | Noruega | 2016 |
| Copa de Noruega | LSK Kvinner FK | Noruega | 2018 |
| Copa de Noruega | LSK Kvinner FK | Noruega | 2019 |